# Burcardo II di Svevia
Burcardo II di Svevia (883 o 884 – Novara, 28 aprile 926) fu duca di Svevia dal 917 alla morte e conte di Rezia.

## Biografia
Burcardo II di Svevia nacque nell'883 o 884 da Burcardo I di Svevia († 5 o 23 novembre 911) e Liutgarda di Sassonia. Burcardo prese parte alle prime guerre che interessarono la Svevia. Egli era appartenente alla famiglia francona dei Hunfridingi e fondò il convento di Santa Marghareta a Waldkirch per estendere l'influenza della propria famiglia fino nella Renania.
Quando suo padre venne giustiziato per tradimento nel 911 lui e la moglie Regelinda, figlia del conte Eberardo I di Zurigo della stirpe degli Eberardingi, si recarono in Italia (non è certo se in esilio volontario o per mano di Erchanger I di Svevia). Attorno al 913 Burcardo tornò nella Svevia per prendere possesso delle proprietà paterne e lì si unì a Erchanger e ad Arnolfo di Baviera nella lotta contro i Magiari, quindi volsero le loro attenzioni contro Corrado I di Franconia che sconfissero nella battaglia di Wahlwies nell'Hegau.
Poco dopo Erchanger venne proclamato duca. Quest'ultimo venne giustiziato il 21 gennaio 917 e Burcardo prese tutte le sue terre e venne acclamato suo successore nel ducato. Due anni dopo Rodolfo II di Borgogna mise sotto assedio la contea di Zurigo e la regione di Costanza, intaccando quel che di fatto era il centro e la capitale della Svevia. Rodolfo venne sconfitto a Winterthur e in quello stesso anno Burcardo diede il proprio riconoscimento a Enrico I di Sassonia quale re di Germania avendo in cambio da lui il permesso di imporre le tasse e di nominare i vescovi e gli abati entro il ducato.
Nel 922 Burcardo maritò la figlia Berta di Svevia a Rodolfo per sancire la pace, quindi lo accompagnò in Italia dove venne eletto re in contrapposizione a Berengario del Friuli. Nel 923 fece sì che suo nipote Ulrico di Augusta divenisse vescovo di Augusta. Pochi anni dopo, nel 926, Burcardo si recò presso la città di Milano in finta ambasceria a scopo di osservarne le difese; davanti alle sue mura, dopo aver progettato la costruzione di un castello per tenere sotto controllo la città e i principi italici, disse, davanti ai suoi uomini e nella sua lingua natìa, che Milano poteva essere presa senza difficoltà. L'arcivescovo della città Lamberto venne a sapere di questa esortazione tramite un mendicante che conosceva questa lingua; l'arcivescovo, allora, lo blandì, dandogli il permesso di cacciare cervi nelle sue tenute nei pressi di Verona; qui fu ucciso in un'imboscata organizzata dall'arcivescovo all'alba, mentre era in procinto di recarsi presso Rodolfo ad Ivrea, il 28 aprile.

## Famiglia e figli
Dall'unione di Burcardo e Regelinda, figlia del conte Eberardo I di Zurigo della stirpe degli Eberardingi, nacquero:
- Gisela di Svevia (905 circa – 26 ottobre 923 o 925), badessa;
- Hicha di Svevia (905 circa – 950), che sposò Guarniero V della dinastia dei Salii e madre di Corrado il Rosso[3];
- Burcardo III di Svevia, conte di Turgovia, conte di Zürichgau e forse conte di Retia, e poi duca di Svevia dal 954 alla sua morte;
- Berta di Svevia, regina consorte d'Italia dal 922 al 926 (dal 926 al 933 fu solo regina titolare), regina di Borgogna Transgiurana dal 922 al 933 come moglie di Rodolfo II, e di nuovo regina consorte d'Italia dal 937 al 947 come moglie di Ugo di Provenza;
- Adalric di Svevia († 973), monaco presso l'abbazia territoriale di Einsiedeln.

Dopo la sua morte, Regelinda si risposò con il suo successore Ermanno I di Svevia († 10 dicembre 949).

## Ascendenza
|                       |                      |                     | Genitori |  |  | Nonni                   |  |  | Bisnonni |  |
|                       |                      |                     |          |  |  | Adalberto II l'Illustre |  |  | …        |  |
|                       |                      |                     |          |  |  | Adalberto II l'Illustre |  |  | …        |  |
|                       |                      | …                   |          |  |  | Adalberto II l'Illustre |  |  |          |  |
| Burcardo I di Svevia  |                      |                     |          |  |  | Adalberto II l'Illustre |  |  |          |  |
|                       |                      | Giuditta del Friuli | …        |  |  |                         |  |  |          |  |
|                       |                      | Giuditta del Friuli | …        |  |  |                         |  |  |          |  |
|                       |                      | Giuditta del Friuli | …        |  |  |                         |  |  |          |  |
| Burcardo II di Svevia |                      | Giuditta del Friuli |          |  |  |                         |  |  |          |  |
|                       | Liudolfo di Sassonia | Bruno di Sassonia   |          |  |  |                         |  |  |          |  |
|                       | Liudolfo di Sassonia | Bruno di Sassonia   |          |  |  |                         |  |  |          |  |
|                       | Liudolfo di Sassonia | Gisla di Verla      |          |  |  |                         |  |  |          |  |
| Liutgarda di Sassonia | Liudolfo di Sassonia |                     |          |  |  |                         |  |  |          |  |
|                       |                      | Oda Billung         | …        |  |  |                         |  |  |          |  |
|                       |                      | Oda Billung         | …        |  |  |                         |  |  |          |  |
|                       |                      | Oda Billung         | …        |  |  |                         |  |  |          |  |
|                       |                      | Oda Billung         |          |  |  |                         |  |  |          |  |